# 中间黔蕨
中间黔蕨（学名：Phanerophlebiopsis intermedia），为鳞毛蕨科黔蕨属下的一个植物种。其种加词“intermedia”意为“中间的”。